# Baby Ariel
Baby Ariel também chamada as vezes de Ariel Martin (Pembroke Pines, 22 de novembro de 2000) é uma personalidade da mídia, cantora e atriz norte-americana. Acumula mais de 34 milhões de seguidores e 1,9 Bilhões de curtidas apenas no TikTok, já foi indicada ao Teen Choice Awards, iHeartRadio Awards e People's Choice Awards, é reconhecida pela Time e Forbes como uma das personalidades mais influentes dos Estados Unidos.

## Carreira na Música
Na música, Baby lançou seu primeiro single "Aww" no ano de 2017, o clipe conta com 52 milhões de visualizações no YouTube. O segundo single da artista "Perf" tem mais de 32 milhões de views no YouTube, em 2018 lançou "Say It", parceria com Daniel Skye. Desde o inicio de sua carreira na música em 2017, a cantora já lançou vários singles, agora em 2020 lançou o single "The New Kid in Town", que faz parte da trilha sonora do filme Zombies 2 da Disney.

## Filmografia
| Ano  | Titulo                  | Função              | Notas                                        |
| ---- | ----------------------- | ------------------- | -------------------------------------------- |
| 2017 | Bizaardvark             | Tiffany             | 1 episode                                    |
| 2018 | Chicken Girls           | Dru                 | Main role; Season 2                          |
| 2018 | Baby Doll Records       | Dru                 | Main                                         |
| 2018 | Henry Danger            | Patina              | 1 episode                                    |
| 2019 | Bixler High Private Eye | Kenzie Messina      | Television film                              |
| 2019 | Double Dare             | Herself, contestant | Episode: "Halloween Week Game 2"             |
| 2020 | Zombies 2               | Wynter              | Television film                              |
| 2020 | Disney Fam Jam          | Herself/Co-host     | Dance competition (Credited as Ariel Martin) |
| 2021 | Famaly reunion          | Jinji star          | Episódio: “Remember the false idol”          |

#### Videos Musicais de Outros Artistas
| Year | Song       | Artist(s) | Director(s)  | Video Link |
| ---- | ---------- | --------- | ------------ | ---------- |
| 2017 | “Personal” | HRVY      | Ivanna Borin | Click Here |

## Prêmiações
| Ano  | Premiação                | Categoria                  | Resultado | Ref.  |
| ---- | ------------------------ | -------------------------- | --------- | ----- |
| 2016 | Teen Choice Award        | Choice Muser               | Venceu    | [ 5 ] |
| 2016 | Streamy Awards           | Breakout Creator           | Indicado  | [ 6 ] |
| 2016 | Streamy Awards           | Entertainer of the Year    | Indicado  | [ 6 ] |
| 2017 | Teen Choice Award        | Choice Muser               | Venceu    | [ 7 ] |
| 2017 | People's Choice Awards   | Favorite Social Media Star | Indicado  | [ 8 ] |
| 2017 | iHeartRadio Music Awards | Social Star Award          | Indicado  | [ 9 ] |
| 2017 | Shorty Awards            | Muser of the Year          | Indicado  |       |
| 2017 | Premios Tu Mundo         | Favorite Influencer        | Indicado  |       |